# Малдиви на Светском првенству у атлетици на отвореном 2017.
Малдиви су учествовали на 16. Светском првенству у атлетици на отвореном 2017. одржаном у Лондону од 4. до 13. августа петнаести пут. Репрезентацију Малдива представљао је један атлетичар који се такмичио у трци на 100 метара.,
На овом првенству Малдиви нису освојили ниједну медаљу, нити је њихов такмичар оборио неки рекорд.

## Учесници
- Хасан Саид — 100 м

## Резултати

### Мушкарци
| Атлетичар  | Дисциплина | Лични рекорд | Предтакмичење | Предтакмичење | Квалификације | Квалификације | Полуфинале           | Полуфинале           | Финале               | Финале       | Детаљи |
| Атлетичар  | Дисциплина | Лични рекорд | Резултат      | Место         | Резултат      | Место         | Резултат             | Место                | Резултат             | Место        | Детаљи |
| ---------- | ---------- | ------------ | ------------- | ------------- | ------------- | ------------- | -------------------- | -------------------- | -------------------- | ------------ | ------ |
| Хасан Саид | 100 м      | 10,33 НР     | 10,45 КВ      | 3. у гр. 2    | 10,45         | 7. у гр. 3    | Није се квалификовао | Није се квалификовао | Није се квалификовао | 40 / 44 (62) |        |